# Municipio de Otto (Pensilvania)
El municipio de Otto  (en inglés: Otto Township) es un municipio ubicado en el condado de McKean en el estado estadounidense de Pensilvania. En el año 2000 tenía una población de 1.738 habitantes y una densidad poblacional de 19.3 personas por km².

## Geografía
El municipio de Otto se encuentra ubicado en las coordenadas 41°57′00″N 78°27′59″O / 41.95000, -78.46639.

## Demografía
Según la Oficina del Censo en 2000 los ingresos medios por hogar en la localidad eran de $32,037 y los ingresos medios por familia eran $37,857. Los hombres tenían unos ingresos medios de $30,117 frente a los $23,667 para las mujeres. La renta per cápita para la localidad era de $15,697. Alrededor del 14,6% de la población estaban por debajo del umbral de pobreza.